# Wola Duchacka Zachód
Wola Duchacka Zachód – osiedle Krakowa wchodzące w skład Dzielnicy XI Podgórze Duchackie, niestanowiące jednostki pomocniczej niższego rzędu w ramach dzielnicy. Nazwę zawdzięcza Zakonowi Świętego Ducha (duchaków), który miał tu posiadłości ziemskie.

## Ważniejsze placówki
- Administracja osiedla Wola Duchacka przy ulicy Sas-Zubrzyckiego 5
- Młodzieżowy Dom Kultury przy ulicy Beskidzkiej 30
- Szkoła Podstawowa nr 55 przy ulicy Dobczyckiej 20
- Zarząd Infrastruktury Sportowej w Krakowie przy ulicy Walerego Sławka 10
- Zajezdnia autobusowa Wola Duchacka przy ulicy Walerego Sławka 10
- Centrum Handlowe Bonarka, przy ulicy Henryka Kamieńskiego 11
- Caritas Archidiecezji Krakowskiej, przy ulicy Michała Ossowskiego 5

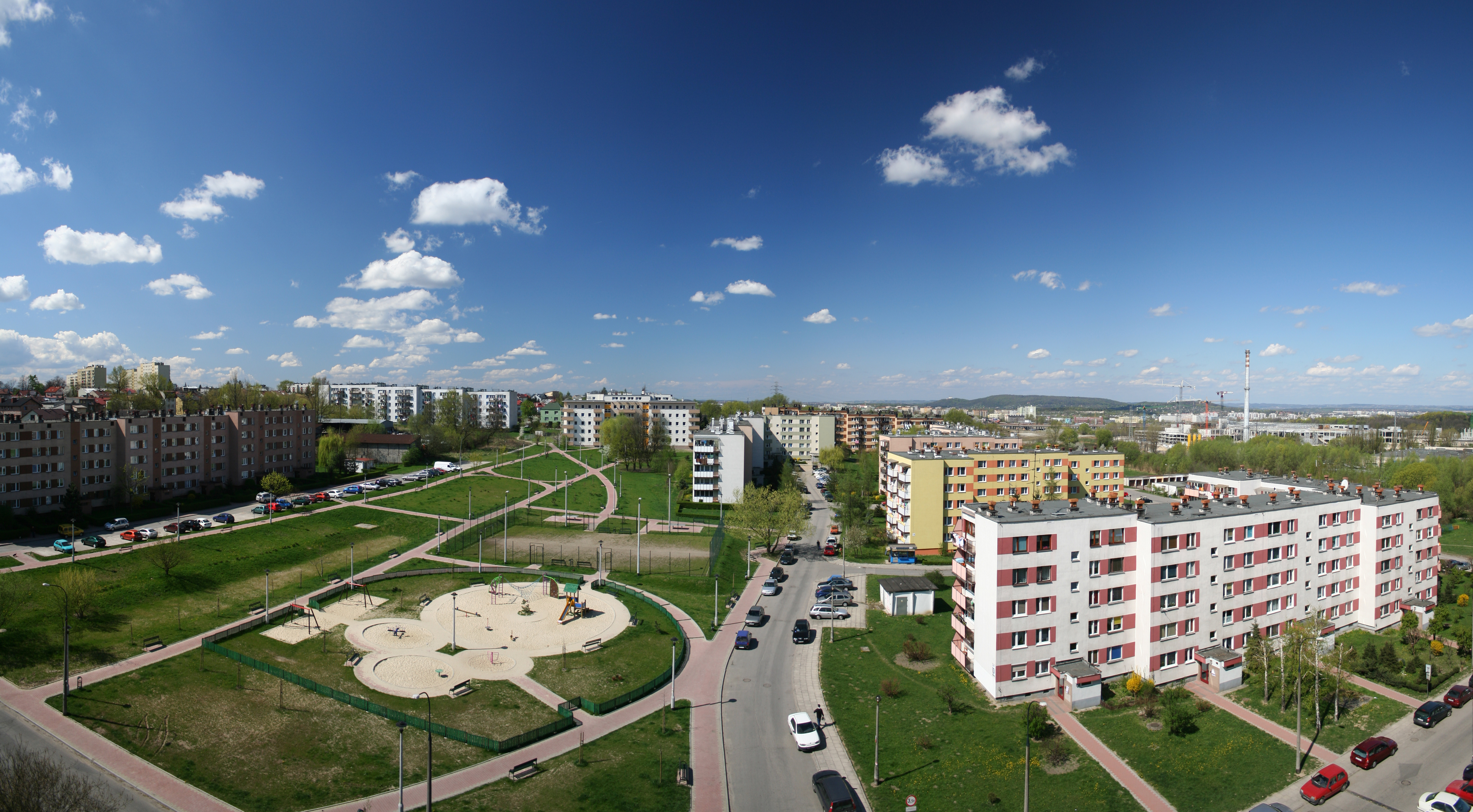
Zdjęcie panoramiczne Woli Duchackiej Zachód (2009)
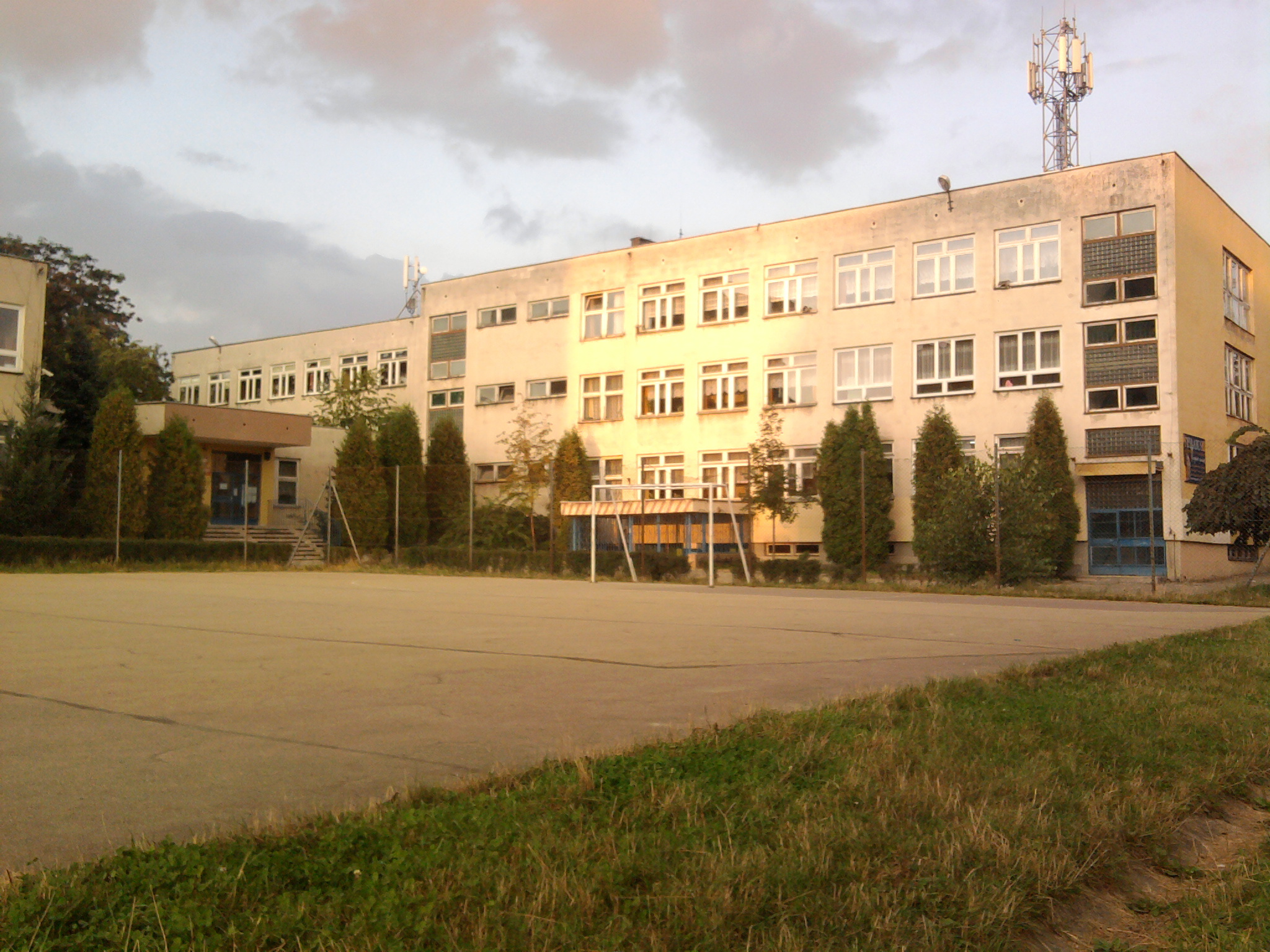
Szkoła Podstawowa nr 55 (2009)
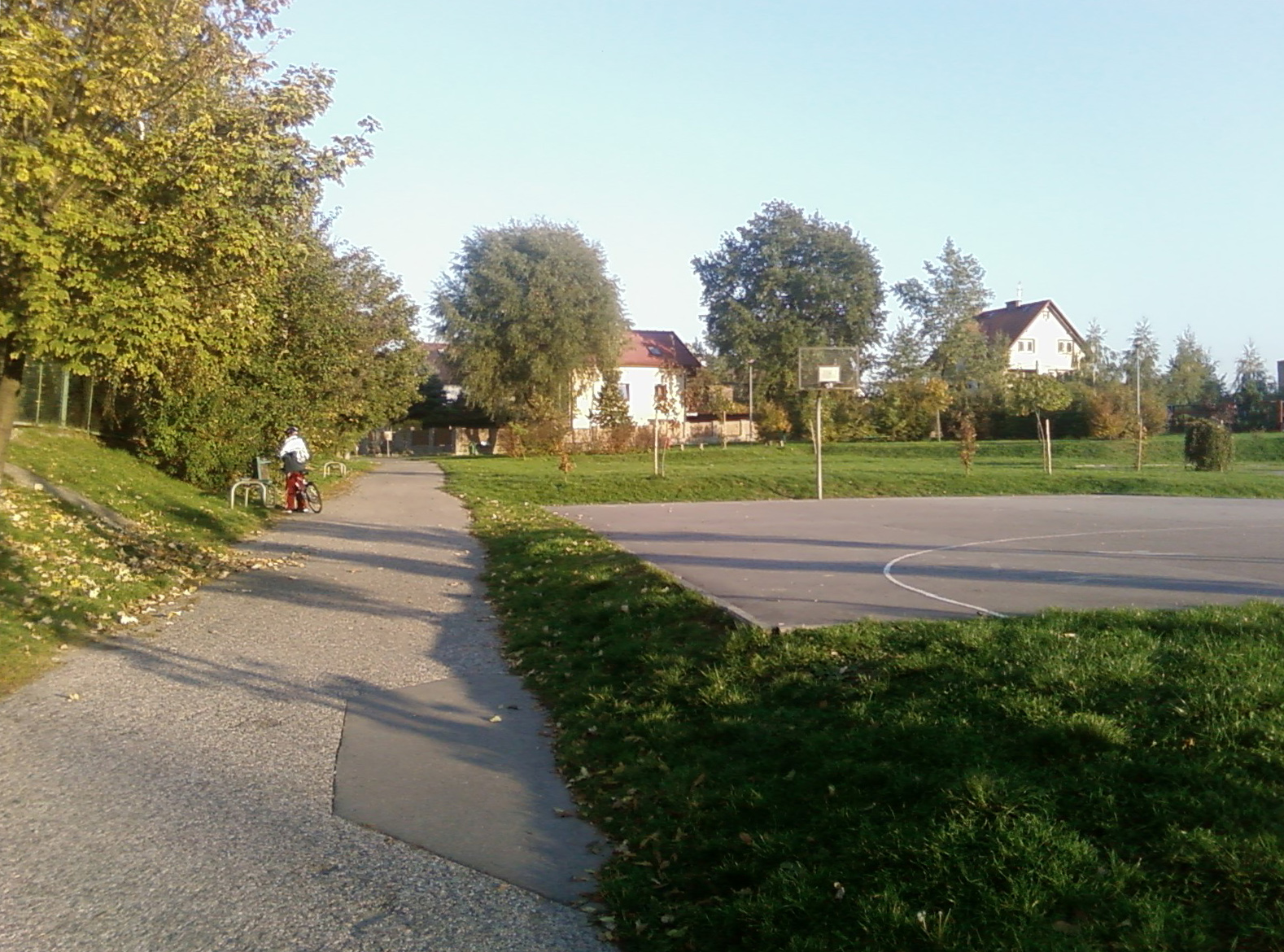
Alejki (2007)